# Roblox
Roblox es una plataforma de videojuegos en línea y un sistema de creación de videojuegos desarrollado por Roblox Corporation que permite a los usuarios programar y jugar juegos creados por ellos mismos o por otros usuarios. Fue creada por David Baszucki y Erik Cassel en 2003 y lanzada al público en 2006. A febrero de 2025, la plataforma reportó un promedio de 85,3 millones de usuarios activos diarios. Según la compañía, su base de jugadores mensual incluye a la mitad de los menores de 16 años en Estados Unidos.
La plataforma alberga millones de juegos creados por usuarios (oficialmente denominados "experiencias"), todos creados utilizando un dialecto del lenguaje de programación Lua y el motor de juegos de la plataforma, Roblox Studio. Si bien Roblox es un juego gratuito, incluye compras dentro del juego realizadas a través de su moneda virtual conocida como "Robux". y los desarrolladores de juegos en la plataforma pueden crear elementos que cuestan Robux. Además, la plataforma alberga una gran economía virtual centrada en esos artículos y Robux. Utilizando el programa "Developer Exchange" de la plataforma, los desarrolladores de la plataforma pueden intercambiar los Robux obtenidos por dinero real. La plataforma también se ha utilizado para albergar conciertos y eventos virtuales, así como advergames.
Al principio, Roblox era relativamente pequeño como plataforma y como empresa. En la segunda mitad de la década de 2010, la plataforma comenzó a crecer rápidamente, y este crecimiento se aceleró por la pandemia de COVID-19. Hasta 2020, se habían jugado más de 5000 juegos en Roblox, más de un millón de veces y más de 20 se habían jugado más de mil millones de veces. Aunque Roblox ha sido recibido positivamente por los críticos, ha recibido fuertes críticas por su moderación de contenido, lo que ha generado una gran cantidad de material sexual o políticamente extremista en la plataforma. También ha sido criticado por sus supuestas prácticas de explotación hacia los niños y las microtransacciones. La plataforma ha sido restringida o completamente bloqueada en varios países, como China, Turquía, Jordania, y otros.

## Historia
Roblox tiene una larga historia debido a todo lo ocurrido en la comunidad y las actualizaciones que se han ido añadiendo a su plataforma a lo largo de los años. Por eso, en este apartado solo se resaltarán las cosas que más han influenciado, económicamente y en cuanto a jugabilidad, a la compañía matriz de Roblox (Roblox Corporation).

### Primeros años de creación
Roblox fue creado por David Baszucki y Erik Cassel en diciembre de 2003 bajo el nombre de GoBlocks. Este fue el nombre de la versión alfa de Roblox, que posteriormente fue cambiado cuando se lanzó la versión beta de acceso cerrado llamada Dynablocks.beta en el año 2004.
Dynablocks pasó a ser conocido más tarde como Roblox —un acrónimo de las palabras «Robot» y «Blocks» — en 2005 y con ese nombre se lanzó de manera oficial el sitio web para la plataforma el 1 de septiembre de 2006.
Después, en marzo de 2007, Roblox comenzó a cumplir con la ley COPPA añadiendo un chat seguro y varias limitaciones en la comunicación para los menores de 13 años y en agosto añadirían la membresía 'Builders Club' (BC), Después sería sustituido por el 'Premium' en 2019.
Unos años después, en diciembre de 2011, se llevó a cabo la primera Hack Week, un evento en el que reunió a los desarrolladores de los juegos que trabajarían en ideas innovadoras para incluir en la plataforma.

### Época antigua
El 1 de abril el 2012, la plataforma fue hackeada masivamente y posteriormente se quedó sin servicio durante varias horas. En diciembre de ese año se lanzaría una versión para iOS de la plataforma.
Al año siguiente, en octubre de 2013, saldría a la luz el programa Developer Exchange (en adelante DevEx), que permitiría a los desarrolladores intercambiar los robux obtenidos de sus juegos a cambio de dólares.
Posteriormente, el 15 de julio del año 2014, se lanzó una versión de la plataforma para Android y en 2016 una versión para Xbox One con una selección inicial de solo quince juegos, los cuales debían pasar por un proceso de aprobación sujetos a los estándares de la Entertainment Software Rating Board.
En abril de 2016, Roblox puso en marcha Roblox VR para Oculus Rift. En junio de 2016, la compañía lanzó una versión compatible con Windows 10

### Popularización
En enero de 2017 se anunció que Roblox lanzaría juguetes de los juegos creados por los jugadores, los cuales empezarían a estar disponibles para su compra en tiendas y supermercados, en febrero del mismo año.
En 2021, el 28 de Octubre la plataforma tuvo problemas, del 29 al 31 de Octubre, Roblox estuvo caído, siendo la peor y más famosa caída de la plataforma en su historia, cuya causa es aún desconocida.
En marzo del 2022 la plataforma es demandada por empresas discográficas debido al copyright de los audios y música subidos por los usuarios, provocando la eliminación (privatización) de estos.
En septiembre del 2022 la plataforma introdujo un sistema de calificación de edad a sus juegos, siendo controversial el anuncio posterior del 20 de junio de 2023, de los juegos +17, en los que sería permitido contenido más adulto, como contenido relacionado con apuestas, alcohol y citas en línea (lo que se conoce como en la comunidad 'online dating').
El 8 de septiembre de 2023, Roblox anunció durante el Roblox Developers Conference 2023 la llegada de su juego para las consolas PlayStation 4 y PlayStation 5, que sería el 10 de octubre del mismo año.
El 15 de enero y el 30 de marzo de 2025, Roblox y Roblox Studio deja de funcionar su aplicación en los sistemas Windows 7, Windows 8,  Windows 8.1 y MacOS 10.10 tras su finalización de soporte de éstos sistemas, se recomienda instalar en Windows 10 (nota: en 64 bits), Windows 11 y MacOS 10.13 (nota: solo Roblox (aplicación)).

## Características

### Juego
En Roblox, los jugadores exploran mundos tridimensionales. Las actividades en el mundo del juego incluyen la exploración, la elaboración de artículos, la recolección de recursos, minijuegos, combates o hablar con otros jugadores.
Los jugadores pueden personalizar su avatar o personaje virtual con varios elementos. Los jugadores pueden crear sus propias prendas de vestir. También pueden recopilar e intercambiar objetos, especialmente de colección o de edición limitada, y tienen la opción de poder usar animaciones en sus personajes. Algunos de los objetos que se encuentran en la tienda de avatares, se comercializan con «robux», la moneda principal del juego, que se obtiene mediante el pago de dinero en efectivo o también a través de una membresía «Roblox Premium».
Algunos juegos que han obtenido relevancia han sido: Adopt Me!, creado por el grupo DreamCraft; Tower of Hell por el grupo YXCeptional Studios; MeepCity por el usuario 'alexnewtron', Piggy por 'MiniToon'; Brookhaven RP por 'Wolfpaq'; Royale High por 'callmehbob'; Murder Mystery 2 por 'Nikilis'; Jailbreak por Badimo; Welcome to Bloxburg por 'Coeptus', Work at a Pizza Place por 'Dued1' y La Kantina Vibe por 'Kantina Studio' , los cuales son, con más de tres mil millones, los juegos con la mayor cantidad de visitantes totales.

### Interacción social
Los jugadores pueden añadir a otros usuarios que conocen en el juego a su lista de amigos. Desde el año 2011, esto se puede hacer mientras se está reproduciendo una experiencia.  El 4 de febrero de 2015, se introdujo una nueva actualización para sustituir a los amigos y el sistema de los mejores amigos, amigos y seguidores con nombre.  Esta actualización permite un máximo de 200 amigos y seguidores infinitos. Entre el 15 y 18 de enero de 2025, se cambió el límite de 200 a 1000 amigos, algo que era muy esperado por la comunidad. Los jugadores también tienen la opción de unirse a grupos de la comunidad o crear los suyos propios por un costo de cien robux. Después de unirse, los jugadores pueden anunciar su grupo, participar en las relaciones de grupo, y establecer su grupo primario.

### Edición
Su motor de videojuegos, Roblox Studio, usa un lenguaje de programación llamado Luau, que se basa en Lua 5.1, que incluye funciones más avanzadas. El desarrollo del juego y la construcción se realiza mediante el sistema Roblox Studio, un programa gratuito que no viene incluido con Roblox.
Los jugadores usan el mismo para programar y crear sus juegos, teniendo un sistema de creación de modelos básico y con otro sistema de propiedades para los modelos parecido al que usan otros motores como Unity. Los jugadores también son capaces de utilizar plugins y herramientas para construir, pueden usar herramientas externas como Blender para crear modelos 3D.
Los jugadores también tienen la capacidad de buscar por el 'Marketplace' (o en español, 'mercado') de Roblox y encontrar los modelos, sonidos, fuentes o imágenes que necesiten. Roblox también creó un sistema de modelo oficial del fabricante, donde modelistas son capaces de crear y hacer que sus creaciones visibles en la
primera página de modelos de la sección «biblioteca». Los jugadores pueden usar una variante orientada a objetos del lenguaje de programación Lua, para cambiar dinámicamente el entorno del juego. Además, se pueden desarrollar plugins con Lua para ser utilizados en Roblox Studio.

## Economía

### Moneda (Robux)
La moneda principal de Roblox es el Robux, abreviado comúnmente como R$. Esta es la única moneda oficial utilizada dentro de la plataforma para adquirir diversos productos y servicios, como accesorios para avatares, gamepasses (pases de juego) y otros artículos dentro del catálogo virtual. Los Robux también permiten acceder a contenido adicional y opciones de personalización en muchos juegos dentro de Roblox.

#### Tix (Tickets)
Los Tickets, también conocidos como Tix, fueron la moneda utilizada anteriormente en Roblox antes de la introducción de los Robux. Los jugadores obtenían Tix principalmente por iniciar sesión a diario en la plataforma, lo que les permitía comprar accesorios exclusivos o intercambiarlos por Robux. Sin embargo, debido al abuso de ciertos errores en el sistema que permitían a los jugadores generar Tix de manera no legítima, Roblox decidió eliminar los Tix en 2016. Esta eliminación dejó a los Robux como la única moneda oficial en el juego.

#### Íconos
La moneda pasó por un cambio de diseño en noviembre de 2019, obteniendo un nuevo diseño.
- Ícono antiguo de los Robux, hasta noviembre de 2019.
- Versión de oro del ícono actual.
- Versión negra del ícono actual.

### Funcionamiento de la economía
El funcionamiento de la economía de Roblox es simple. El jugador puede comprar robux mediante la página de compra (en donde también ofrecen su membresía 'Premium' que otorga mensualmente cierta cantidad de robux, entre otros beneficios) y gastarlo en lo que se quiera: los mencionados pases, ropa, la creación de "logros" para tu juego, crear grupos, ropa, etc.
También se pueden obtener de manera gratuita. Cuando una persona compra ciertos artículos del catálogo, pases, entre otras cosas, parte de los robux que se utilizaron en la compra (el 30 %) se lo queda Roblox, mientras que el otro 70 % se lo queda el desarrollador, siendo un funcionamiento muy parecido al de Steam. Esos robux son retenidos entre uno a siete días hasta que finalmente el usuario los recibe en su cuenta.
Junto a esto, también existe una tercera forma que usa un modelo parecido al de la bolsa. En el catálogo, ciertos artículos se pueden vender, generando así un sistema de compra-venta que se puede usar para intentar comprar algo por cierto valor y revenderlo por un valor mayor. En el mismo, también existen ciertos artículos denominados 'Limited' (o 'limitados' en español) que, como su propio nombre indica, son limitados.
Debido a esto, con el pasar del tiempo, suben su precio, siendo otra buena opción para ganar robux.

#### Developer Exchange
El Developer Exchange o DevEx es una startup que Roblox usa para pagar con dinero real a sus desarrolladores, convirtiendo así el desarrollo de videojuegos dentro de su plataforma en algo rentable.
El programa es de acceso limitado, requiriendo cumplir una serie de requisitos para entrar. El programa funciona como un conversor de divisas de robux en dinero real. En el mismo, la persona puede elegir la cantidad de robux que quiere retirar de su cuenta convirtiéndolo en dinero real.

## Logotipos
- Representación del primer logotipo beta de Roblox, desde 2004 hasta 2005 (fue mostrado en la BLOXCon 2013 junto con otras cosas de la beta).
- Segundo logotipo beta de Roblox, desde 2005 hasta el 26 de febrero de 2006.
- Primer logotipo oficial de Roblox, desde el 27 de febrero de 2006 hasta el 9 de diciembre de 2017.
- Segundo logotipo oficial de Roblox, desde el 10 de diciembre de 2017 hasta el julio de 2019.
- Tercer logotipo oficial de Roblox, desde julio del 2019 hasta el 30 de agosto del 2022.
- Cuarto logotipo oficial de Roblox, desde el 30 de agosto del 2022 hasta la actualidad.

### Íconos
- Primer ícono de Roblox, desde el 27 de febrero de 2006 hasta el 9 de diciembre de 2017.
- Segundo ícono de Roblox, desde diciembre de 2017 hasta julio de 2019.
- Tercer ícono de Roblox, desde julio de 2019 hasta el 30 de agosto del 2022.
- Cuarto ícono de Roblox, usado desde el 30 de agosto del 2022 hasta el 16 de abril del 2025.
- Quinto ícono de Roblox, usado desde el 16 de abril de 2025 (actual). Ícono de la aplicación.

### Íconos de Roblox Studio
- Primer ícono de Roblox Studio, usado desde 2017 hasta 2021.
- Segundo ícono de Roblox Studio, usado desde 2021 hasta 2022.
- Tercer ícono de Roblox Studio, usado desde 2022 hasta 2025.
- Cuarto ícono de Roblox Studio, usado desde 2025 (actual). Ícono de la aplicación.

## Recepción
Roblox ha recibido críticas mayormente positivas, gracias a la variedad de juegos que se encuentran allí y también por permitir que cualquier persona pueda crear juegos para la plataforma. Common Sense Media le dio una puntuación de cuatro de cinco, elogiando la variedad de juegos del sitio web y la capacidad de fomentar la creatividad en los niños, al tiempo que descubrió que la naturaleza descentralizada de la plataforma significaba que la calidad del juego era variada, y recomendó deshabilitar las funciones de chat para que los jugadores jóvenes pudieran evitar interacciones dañinas. En 2020, Roblox consiguió tener más de 158 millones de usuarios mensuales, superando a Minecraft, que tenía más de 126 millones de usuarios mensuales.

## Juegos populares
Debido a su estatus como plataforma de juegos, Roblox tiene una variedad de estos, también conocidos como "experiencias" gratuitas y de pago. En mayo de 2020, los juegos más populares de Roblox tenían más de diez millones de jugadores activos mensuales cada uno. Se han jugado al menos dieciséis juegos más de mil millones de veces, y al menos cinco mil se han jugado más de un millón de veces. Algunos de los juegos más notables son:

### Adopt Me!
Adopt Me! es un videojuego de rol multijugador masivo en línea creado por el grupo DreamCraft, en el que su enfoque son los jugadores que fingen ser padres que adoptan a un bebé o jugar como bebés adoptados, además de cuidar mascotas que pueden intercambiarse con otros jugadores. En marzo de 2021, el juego se había jugado más de veinte mil millones de veces, siendo el juego más jugado de Roblox. El grupo creador del juego había recibido más de diez millones de dólares anuales, mediante las microtransacciones del juego.

### Jailbreak
Jailbreak (en español: Fuga) es un juego del género de policías y ladrones creado por el equipo de Badimo (integrado por los usuarios @badcc y @asimo3089), que consiste en prisioneros que intentan escapar y explorar el mundo para realizar robos, y de policías que intentan atraparlos. El juego fue calificado como una versión family-friendly de Grand Theft Auto. En agosto de 2020, el juego ya había sido jugado más de cinco mil millones de veces.

### Welcome to Bloxburg
Welcome to Bloxburg (en español: Bienvenido a Bloxburg) es un juego de simulación social creado por el usuario Coeptus. El juego consiste en trabajar con el propósito de conseguir los suficientes ingresos para diseñar y construir una casa. Welcome to Bloxburg fue utilizado por Roblox Corporation como herramienta de demostración en un campamento de verano para enseñar sobre construcción y diseño de viviendas.

### MeepCity
MeepCity es un juego de rol multijugador masivo en línea creado por Alex Binello (conocido como @alexnewtron), que comparte similitudes con Club Penguin y Toontown Online y consiste en cuidar mascotas personalizables llamadas meep. Fue el primer juego en Roblox que superó las mil millones de visitas totales.

### Brookhaven RP
Brookhaven RP es un juego de rol creado por el usuario @Wolfpaq, en el que los jugadores pueden elegir el trabajo que quieran y la casa que quieran. Mientras que están con otros usuarios. El juego logró acumular alrededor de ochocientos mil jugadores simultáneos, es uno de los juegos más populares como Blox Fruits. en el juego hay (Gamepasses) que significa pases de juego con los que puedes comprar cosas como por ejemplo: poder incendiar tu casa, poner música en un coche ser premium etc (Todo con robux''). Incluso también puedes ponerte el avatar que quieras sin robux. 

### Blox Fruits
Blox Fruits, (traducido como Fruta de Blox o Blox Fruta en Español) 
es un juego de aventura creado por @mygame43 entre otros colaboradores como @rip_indra, @Zioles, @Uzoth etc...donde desbloqueas frutas, que al consumirlas el jugador, consigue poderes para matar jefes desbloqueado. Al desbloquear más niveles desbloqueas más islas, también se puede luchar contra otros jugadores. Es el juego de aventura más jugado, con 39.1 mil millones de visitas en septiembre de 2024 y hasta la fecha de la actualización de la fruta Dragón hasta 2.5M. Está inspirado en la serie animada One Piece.

### Dress to Impress
Dress to Impress (traducido al español literalmente como "Vestirte para impresionar") es un juego de vestir competitivo donde los jugadores eligen un atuendo que se alinea con un tema determinado. Después de unos cinco minutos de cambiarse de ropa, peinado, maquillaje y otros artículos de moda, los avatares se exhiben en un desfile de moda para que otros jugadores los califiquen de una a cinco estrellas.  Los jugadores pueden recolectar moneda del juego para obtener más accesorios y aparecer en las tablas de clasificación según su desempeño.  Inicialmente lanzado en noviembre de 2023, experimentó un aumento en popularidad a mediados de 2024, alcanzando 2.7 mil millones de visitas.  En agosto de 2024, el juego se asoció con la artista musical inglesa Charli XCX para promocionar su álbum de 2024, Brat. El juego también recibió tres Premios a la Innovación, y en 2024 fue uno de los juegos más populares del sitio, acumulando constantemente más de 250,000 usuarios activos al día.

### Natural Disaster Survival
Natural Disaster Survival es un juego de acción en el que los jugadores tienen el papel de sobrevivir a una letanía de desastres naturales, incluidos terremotos, tornados, tsunamis, incendios, tormentas eléctricas, tormentas de arena e inundaciones. Los ganadores son los jugadores que sobreviven hasta el final de la ronda. Christian Vaz, quien escribe para PCGamesN, calificó el juego como uno de los mejores de Roblox, comparándolo con PlayerUnknown's Battlegrounds. Sin embargo, los consejos de respuesta ante desastres reales que el juego aparentemente impartía fueron criticados por Bevan Findlay, de la Universidad de Auckland. Estos incluían consejos como «salir al exterior en medio de un terremoto» o «refugiarse en el interior para evitar tornados», concluyendo que «deben evitarse los consejos erróneos sobre preparación ante desastres».

### Grow a Garden
Grow a Garden es un videojuego indie lanzado en marzo de 2025. Es conocido por su récord de jugadores simultáneos, que alcanzó un máximo de 11,7 millones el 31 de mayo de 2025.  El 24 de mayo, el juego alcanzó al menos 8 millones de jugadores simultáneos, según RoMonitor. El jugador comienza con una parcela de cultivo vacía y algunas monedas para comprar semillas. Al plantar y cosechar, puede ganar dinero para comprar plantas cada vez más exóticas, visibles para otros jugadores en el mismo servidor.

### Steal a Brainrot
Steal a Brainrot es un juego tipo tycoon creado por SpyderSammy lanzado el 15 de mayo de 2025. El juego consiguió una rápida viralización en la plataforma de Roblox y en redes sociales como TikTok o YouTube, esto de cierta manera deviniente de su inspiración en los memes Brainrot italiano, alcanzando una media diaria de jugadores superior al millón según RoMonitor. La experiencia cuenta con la modalidad del Admin Abuse, disponible en ciertas ocasiones.

## Características eliminadas
Debido a la evolución de la plataforma, se han ido eliminando diferentes funciones dentro de la comunidad, algunas de las cuales son:
- Forum (foro): Era un foro donde los usuarios socializaban con otras personas en un formato basado en texto. Todo el contenido publicado en el foro estaba bajo los términos y condiciones de Roblox. Había distintos sub-foros, como ''Roblox'', ''Club House'', ''Clans & Guilds'', entre otros. El 4 de diciembre de 2017, un administrador llamado RobloxStaff publicó en ''Roblox News & Discussion'' anunciando el cierre del foro, debido a dificultades con la moderación.[87] El 11 de diciembre los foros fueron oficialmente cerrados, y el botón para acceder a este fue eliminado.[88] Se dice que en realidad, el cierre de los foros, fue debido a los ataques por parte de YouTubers, que solicitaban spamear en los sub-foros, y molestar mientras transmitían en vivo.
- Guest (invitado): Fue una característica implementada con la función de que el jugador probara juegos de Roblox antes de crearse una cuenta. Fue introducida por primera vez el 26 de septiembre de 2008 y oficialmente eliminada el 3 de octubre de 2017,[89] según los moderadores, debido a que los jugadores lo usaban para romper las reglas sin sufrir consecuencias.
- Player Points (puntos de jugador): Fue un sistema de puntuación dentro de Roblox, para así exponer la experiencia de un jugador. Los puntos de jugadores fueron implementados en fase beta a Roblox el 15 de abril de 2014, y fue lanzado después de reiniciarse en septiembre de 2014. Los puntos eran representados por una moneda roja con una estrella blanca en el centro. Los jugadores podían ganarse estos puntos en juegos aplicados al sistema de puntos, normalmente haciendo tareas o progresos. Cada juego poseía una tabla de posiciones, donde se clasificaba a los jugadores por sus puntos en las secciones ''Todo el tiempo'' y ''Hoy''. En noviembre de 2017, la tabla de clasificación fue eliminada, causando confusión entre los usuarios. Todas las menciones sobre los puntos de jugadores fueron eliminados, sin embargo, había juegos donde se podía seguir ganando puntos como ''Work at a Pizza Place'' o ''The Normal Elevator''. En 2019, los clanes fueron eliminados porque se basaban en los puntos de jugadores.[90][91]
- Clan (característica de grupo): Los clanes eran grupos de personas que competían por ser los primeros en la tabla de clasificación de los puntos de jugador. Crear un clan requería un grupo, quinientos robux y la membresía Builders Club. Para invitar a alguien a un clan, el usuario al que el dueño quiere invitar debía estar en el grupo asociado con el clan. Hasta cien miembros del grupo podían estar en el clan del grupo. El 12 de diciembre de 2018, la eliminación de los clanes fue anunciada. Caelestene (administradora de Roblox) afirmó en el Foro de Desarrolladores que "ahora que la tabla de clasificación y los puntos de jugadores fueron eliminados, los clanes no son esenciales para la experiencia de los grupos de Roblox. En los próximos meses iremos eliminando los clanes para simplificar la experiencia del usuario". A todos los usuarios que formaron clanes se les reembolso el dinero que usaron para formarlos. El 23 de enero de 2019, los clanes fueron oficialmente eliminados.[92]

- Personal Servers (servidores personales): Fue un tipo de juego donde el jugador podía construir y el servidor guardaba el progreso automáticamente. A diferencia del resto de juegos, solo se podía tener un servidor a la vez. Las herramientas dadas por defecto para construir era el Stamper Tool y sus complementos asociados. Fueron descontinuados el 8 de junio de 2016, y después eliminados. Posteriormente, estos fueron convertidos en juegos regulares.[93][94]

## Eventos
Roblox cuenta con una amplia variedad de eventos, en los que los jugadores pueden interactuar con otros usuarios en la plataforma. A lo largo de los años, Roblox ha colaborado con diversas personalidades públicas y marcas como: Nike, Chipotle, NFL, Netflix, Gucci, entre otras.

## Conciertos virtuales

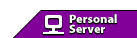
Los servidores personales tenían la barra de Personal Server en la miniatura

### One World: Together at Home
Fue un evento en colaboración con Together at Home durante la pandemia de Covid-19. El concierto se podía disfrutar en un juego especial. Los usuarios podían comprar varios objetos relacionados al concierto en el catálogo de Roblox, así como comprar objetos con los que se podía interactuar en el juego. El evento duró del 17 de abril hasta el 19 de abril de 2020. Comprar un servidor privado en el juego del concierto se consideraba una donación directa hacia la Organización Mundial de la Salud.
El evento recibió una amplia recepción positiva de parte de la comunidad de Roblox, y el juego consiguió más de 6,9 millones de visitas acumuladas, antes de que cerrara. Sin embargo, hubo varias controversias y quejas:
- Algunas canciones que contenían lenguaje explícito no fueron censuradas por Roblox.
- Algunos objetos que se podían utilizar en el concierto tenían varios defectos.[100]
- El teatro del concierto era el mismo que se había usado para transmitir el 7th Annual Bloxy Awards, con diferencias mínimas.

### Ava Max Heaven & Hell Launch Party
Fue un concierto virtual creado para promocionar el nuevo álbum de Ava Max, Heaven & Hell. El evento se llevó a cabo entre el 24 y 25 de septiembre de 2020. Los usuarios podían comprar varios objetos en el catálogo, sin embargo, solo vendieron objetos que se compraban con robux. El concierto y el evento en general se podían disfrutar en otro juego. También se podían completar misiones dentro del juego, así como obtener objetos interactivos. Más de 1.156.000 jugadores participaron en el evento, lo que provocó que Roblox considerara integrar más conciertos virtuales en la plataforma.
Si bien inicialmente el evento recibió una aceptación relativamente mixta, rápidamente pasó a ser negativa. El evento fue criticado por ofrecer solo accesorios pagados. Muchos usuarios también criticaron las misiones en el evento por no otorgar artículos reales del catálogo y que los premios solo se pueden usar en el juego del evento. El evento y el concierto duraron 12 minutos, y muchos jugadores lo consideraron aburrido. El juego del concierto tuvo una aprobación del 22%, haciéndolo el segundo juego de evento con una puntuación tan baja, siendo superado por Mountaineers, juego infame debido a sus múltiples errores que formó parte del evento Roblox Holiday 2017, contando con una aprobación del 21%.

### Lil Nas X Concert Experience
Fue un concierto virtual, creado para promocionar la nueva canción de Lil Nas X, "HOLIDAY". El evento se podía participar en dos juegos, uno donde se hacía el conteo y otro donde se disfrutaba el concierto. Fue el primer evento en utilizar una característica nueva de Roblox llamada "Mesh Deformation". Los usuarios podían comprar varios objetos en el catálogo. Si un usuario compraba un artículo del evento a través del catálogo en el sitio web de Roblox, en lugar de en el juego, y se unía al juego del evento, recibiría insignias correspondientes a los artículos que compró. Las canciones que se utilizaron en el concierto fueron: "Old Town Road", "Rodeo", "Panini" y "HOLIDAY", todas con versiones censuradas en el concierto debido al lenguaje explícito de las versiones originales.
El concierto, recibió aclamación por parte de muchos usuarios de Roblox, quienes destacaron los sorpresivos efectos visuales y las animaciones de los modelos de Lil Nas X, y el trabajo detrás de ello. El evento también fue un éxito, con 33 millones de usuarios participantes. Sin embargo, también hubo muchos defectos en las animaciones, ejemplos donde se muestran los modelos de Lil Nas X congelado o con una apariencia terrorífica debido a que los modelos no terminaron de cargar. Estos defectos, fueron popularizados en las redes sociales y se convirtieron rápidamente en un meme.

## Críticas
Pese a que Roblox haya recibido aceptación en su mayoría, hay críticas en su contra hechas por la comunidad.

### Exposición a los niños
Roblox, teniendo millones de desarrolladores, ofrece una paga mediocre y desde hace un tiempo se ha acusado de Explotación laboral a la compañía, ya que los menores y adolescentes desarrolladores no ganan la suficiente audiencia y jugadores como otros juegos. En 2012 explota en popularidad las experiencias para adultos, esto representa un gran problema, ya que los menores de edad pueden entrar a estas, sin ningún tipo de bloqueo o censura, siendo una brecha para los usuarios pedófilos y depredadores sexuales y terminando en secuestros. En 2021, el gobierno de Guatemala emitió una advertencia sobre la plataforma a los padres.
De igual manera, su sistema de filtrado de chat y juegos ha sido recibido negativamente. Ejemplos de contenido sexual o políticamente extremo que ha aparecido en la plataforma a lo largo de su historia incluyen lugares con temas de clubes sexuales virtuales y clubes nocturnos, todos los cuales generalmente se conocen como juegos de «condominio», y contenido relacionado con ideologías de extrema derecha como el neofascismo y el neonazismo, como juegos que permiten a los jugadores jugar a ser nazis o recrear masacres del mundo real como los tiroteos de la mezquita de Christchurch, la masacre de la escuela secundaria Columbine y el tiroteo de la escuela Uvalde.
Desde enero de 2025, la policía estadounidense ha arrestado al menos a seis personas presuntamente por usar Roblox para encontrar y explotar sexualmente a menores, incluyendo la «coacción a menores para que produzcan material para mayores de 18». En respuesta a la percepción de problemas de moderación, se han dado casos de jugadores que han formado grupos de justicieros para denunciar masivamente contenido y usuarios depredadores en la plataforma. En agosto de 2025, Roblox envió una orden de cese y desistimiento a un youtuber, conocido por realizar operativos encubiertos contra presuntos depredadores en línea que utilizaban la plataforma. Hecho que genero criticas contra la empresa y al CEO de la misma. El 12 de agosto del mismo año, Roblox fue bloqueado en su totalidad en Catar, por «posibles riesgos para niños y adolescentes».

### Derechos de autor
En 2021, National Music Publishers' Association demanda a Roblox por tener en la plataforma su música con Copyright subida por los mismos usuarios. Esto provocó que miles de sonidos subidos en el catálogo de creadores fueran eliminados y solo la música sin Derechos de autor podría ser usada.

### Eliminación de los Tickets
Un tema que causó revuelo en marzo de 2016, fue cuando Roblox anunció que los Tickets, llamados comúnmente Tix, serían eliminados. Los Tix eran una forma de moneda en Roblox, introducida el 2 de agosto de 2007. En comparación con la moneda principal, robux, Tix tenía muy poco valor. Los jugadores obtuvieron Tix a través de varios métodos, que incluyen visitar el sitio diariamente y que otros usuarios visiten su lugar. Los Tix podían gastarse en artículos del catálogo y en anuncios. Se usaban principalmente para comprar cosas del catálogo. Al mismo tiempo, los Tix tampoco requerían pago y cualquier cuenta registrada podía ganarlos. Los Tix también podían convertirse en robux a través del sistema RoblEX, y viceversa. Esto causó un escándalo en la comunidad, principalmente usuarios de NBC, alegando que no pueden pagar robux y/o Builder's Club. Los desarrolladores que no pagaran estarían en problemas, ya que no pueden desarrollar juegos sin el uso de modelos gratuitos, también que necesitaban Tix para pagar publicidad para sus juegos. 
La eliminación de los Tix también eliminó la capacidad de los jugadores que no pagan de hacer muchas cosas, como comprar artículos del catálogo y crear anuncios. El riesgo de estafas de "robux gratis" también había aumentado, probablemente debido a lo difícil que ya era obtener robux. Los usuarios también han acusado a Roblox de avaricia después de este cambio, especialmente porque hubo casos en los que algunos jugadores recibieron un baneo después de quejarse de este evento controvertido. Este se convirtió en uno de los actos más criticados y controvertidos en la historia de Roblox.
Una razón de su eliminación era que varios jugadores se hacían "cuentas alternativas" (conocidas en la comunidad por 'alts' de la abreviación del inglés "alternatives") para conseguir más Tix, el usuario podía conseguir un Tix por una visita a cualquier juego suyo, los usuarios podían jugar sus juegos con multicuentas y hacer trampa. Esto le generaba perdidas de ingresos a Roblox.

### Rthro
Rthro (llamado anteriormente como Anthro) es la adición más reciente a los tipos de avatar para Roblox, revelada por primera vez durante la Conferencia de Desarrolladores de Roblox 2017 (RDC'). La definición de la palabra "antropomórfico" se da como el estado de tener cualidades o características humanas, de allí el nombre Anthro. Sin embargo, pasó a llamarse Rthro en octubre de 2018.
Antes del lanzamiento, muchos usuarios de Roblox han criticado el realismo de Rthro después de que se anunció inicialmente. Muchos argumentos sugieren que estos avatares eran demasiado realistas para Roblox y solo servirían para empujar la plataforma más hacia el Valle inquietante, debido a un conflicto con la conocida apariencia en bloque de los avatares. Los usuarios también expresaron su preocupación de que Rthro pudiera reemplazar los tipos de avatar más tradicionales (R6 y R15). Sin embargo, se confirmó que esto es falso. También se temía que el nuevo estilo de personaje no fuera compatible con ciertos sombreros y engranajes, y algunos también creían que Rthro alentaría las citas en línea. 
Después de que se lanzaron las opciones de escalado y el primer paquete Rthro, se volvió polémico rápidamente, pero no se recibió tan negativamente como la gente había pensado. Muchos usuarios apreciaron el hecho de que Roblox permitía a los jugadores probar el paquete de forma gratuita. Se informó que el paquete en sí tenía algunos defectos, donde muchos usuarios tenían problemas con la cabeza en particular, ya que a menudo no se escalaba correctamente o causaba otros problemas de proporción corporal cuando se usaba. El paquete de animación también fue bien recibido, principalmente debido al hecho de que es el primer (y único) paquete de animación gratuito que Roblox lanzó. Roblox ha comprado los derechos de algunos avatares de tiendas de terceros como Unity y los ha utilizado como avatares Rthro, lo que generó algunas críticas. Aun así la mayoría de los jugadores de Roblox rechazan el Rthro, a pesar de los intentos de la empresa para que los jugadores los usen.

#### Sobreexplotación
Roblox ha recibido críticas debido a la inmensa sobreexplotación del Rthro. Desde tráileres, pósteres y en el mismo juego. Los usuarios critican el hecho de que pese a que la mayoría de los jugadores rechazan el Rthro, Roblox parece que les da la espalda y sigue publicitando los paquetes a toda costa.

## Otros datos

### Valor neto
El valor neto de Roblox siempre ha variado desde que la empresa salió en bolsa en 2021, aunque el mayor valor neto que ha llegado a obtener ha sido de 68.150 millones de dólares, el 15 de noviembre de 2021.

### PewDiePie
El 10 de febrero de 2019, PewDiePie, (conocido en Roblox como @pewdie123t32 en ese momento) regresó a Roblox y creó una transmisión en directo conocida como "Playing Roblox! to stop Tseries (once and for ALL)". La transmisión en vivo fue principalmente un gameplay de Roblox.
Los desarrolladores de algunos juegos de Roblox se dieron cuenta y cambiaron el título de su juego para convencer a PewDiePie de unirse. Hubo un caso en el que un desarrollador de Roblox hizo un tren diciendo "SUB 2 PEWDIEPIE", pero después de un mensaje con Roblox, el desarrollador tuvo que quitar el tren.
La transmisión alcanzó el número tres en la categoría juegos, según las estadísticas de YouTube. Aproximadamente después de una hora, su transmisión, su juego y su cuenta recibieron un veto. Desde el baneo, muchos youtubers de Roblox han hecho vídeos sobre la situación. Ellos y la comunidad han criticado enormemente el baneo por ser injusto e innecesario.
Un mes antes de la transmisión, los desarrolladores de Roblox habían afirmado que había una nueva regla que indicaba que cualquier mención sobre PewDiePie no estaba permitida. Esto pudo haber sido la razón por la que fue baneado. Aproximadamente dos meses antes del incidente, la cuenta "PewDiePie" fue prohibida.
Debido a la cantidad de críticas y reacciones de repugna por parte de muchas personas, dentro y fuera de la comunidad de Roblox, Pewdiepie fue desbaneado el 13 de febrero de 2019. Sin embargo, a pesar de desbanear a PewDiePie, Roblox también ha incluido como palabra prohibida "pewdie". Esto también provocó la creación de críticas y artículos de los medios, incluidos muchos miembros de la comunidad de Roblox.

### Donaciones de caridad
Roblox ha donado una porción de sus ventas a una serie de causas benéficas, incluyendo alivio para el terremoto de Haití de 2010, el terremoto de Tohoku y el maremoto de 2011 y el COVID-19, así como la investigación para encontrar curas para el cáncer y la esclerosis lateral amiotrófica (ELA). La venta de 23.935 sombreros en el juego generó 5479 USD para el terremoto de Tohoku y el maremoto de 2011 en solo dos días.